# Krzysztof Niewiadomski
Krzysztof Niewiadomski (ur. 3 maja 1970, Gryfów Śląski) – polski saneczkarz torów naturalnych, zawodnik LKS Kwarc Świeradów, wraz z Oktawianem Samulskim zdobył tytuł Mistrza Europy w 1991 roku w konkurencji dwójek na torze naturalnym we włoskim Völs am Schlern. Dwukrotny Mistrz Europy juniorów z 1988 i 1989 roku w konkurencji jedynek oraz z 1988 roku w konkurencji dwójek w parze z Oktawianem Samulskim. Dziewięć razy był Mistrzem Polski w saneczkarstwie na torach naturalnych, sześć razy w jedynkach (1986, 1987, 1988, 1989, 1991, 1993) i trzy razy w dwójkach (1988, 1989, 1991).
W marcu 1994 roku podczas zawodów  Pucharu Świata we włoskim Welschnofen zajął trzecie miejsce wraz z Michałem Andrzejewskim w konkurencji dwójek.
W plebiscycie na 65-lecie zrzeszenia LZS zajął 39. miejsce.